# Sistema de informação de gestão
Sistema de informação de gestão ou sistema de informações gerenciais (SIG) ou MIS (do inglês, management information system) é um sistema de informação, tipicamente baseado em computadores, utilizado no seio de uma organização. A WordNet descreve um sistema de informação como "um sistema que consiste na rede de canais de comunicação numa organização".
Com o surgimento da internet e de hardwares e softwares mais sofisticados as empresas precisavam acompanhar essa onda de inovação e tentar fazer a gestão de informação, segundo BRAGA uma empresa é um sistema aberto e interativo suportado por uma rede de processos articulados, onde os canais de comunicação existentes dentro da empresa são irrigados por informação.
Varias empresas investiram muito dinheiro nestas tecnologias que ajudam a agilizar o processo de informação, não somente as grandes empresas mas também os pequenos negócios no qual vemos vendedores fazendo uso de seu próprio celular para fazer vendas e seu marketing, pois o mundo atual se encontra em um turbilhão de informações e para se ter uma estratégia empresarial eficaz é preciso gerir bem toda essa informação.
Ouve um aumento no consumo destas tecnologias, já que acabou fazendo parte do dia a dia das pessoas, grande parte da população tem um smartphone que ajuda no processo de comunicação, não só das pessoas mas também empresas que cresceram junto com a tecnologias, podemos ver empresas como Facebook, Amazon, Microsoft, Apple que são gigantes na área de tecnologia, que criaram inúmeros softwares e hardwares que hoje estão por todo o planeta fazendo parte do quotidiano das pessoas e empresas.
Esta inovação fez com que se extinguissem várias empresas que não acompanharam o processo de adaptação ao mercado, um exemplo de empresa que não acompanhou a evolução foi a Kodak que criou a tecnologia de câmara digital mas não continuou com o projeto, tempos depois suas concorrentes entraram no mercado com esta tecnologia e a Kodak não conseguiu acompanhar.
Os softwares das novas mídias como Facebook, Whatsapp, Instagram, Tiktok, YouTube, são os mais novos canais de marketing que as empresas podem usar para vender seu produto o chamado e-comerce no qual a propaganda e a venda dos produtos ou serviços são feitos remotamente podendo ser pelo celular ou qualquer aparelho com acesso a internet.
Um sistema de informação é composto por todos os componentes que recolhem, manipulam e disseminam dados ou informação. Incluem-se tipicamente hardware, software, pessoas, sistemas de comunicação como linhas telefónicas, e os dados propriamente ditos. As atividades envolvidas incluem a introdução de dados, processamento dos dados em informação, armazenamento de ambos, e a produção de conhecimento, como relatórios de gestão.
Com o crescimento dos softwares empresariais as pessoas podem confiar mais no trabalho remoto possibilitando em muitos casos o home office para pessoas que ás vezes não tem disponibilidade para em ir a empresa, podendo trabalhar até mesmo enquanto viajam. Em outros casos o uso destes softwares podem trazer uma imensa economia para a empresa pois já existem softwares que podem substituir certos trabalhos repetitivos que normalmente seriam desempenhados por pessoas, isso possibilita que a empresa diminua o contingente de pessoas para dar lugar a uma equipe com menos pessoas muito mais focada e estratégica.
Como área de estudo está ligada a Tecnologia da Informação. O estudo de sistemas de informação envolve frequentemente desenvolvimento de software e gestão em sistemas mas também se distingue concentrando-se na integração de sistemas computadorizados mediante os objetivos da organização. Esta área de estudo apesar de estar na área de Tecnologia da Informação, não deve no entanto, ser confundida como ciência da computação, sendo esta mais teórica e matemática por natureza, ou com engenharia dos computadores.
No contexto empresarial, no passado os gestores tomavam decisões as cegas muitas das vezes as informações que eles tinham já eram ultrapassadas e isso trazia prejuízo e perda de clientes para as empresas, os sistemas informações se desenvolvem para ajudar os processos de negócio e operações, tomadas de decisão e estratégias competitivas, visto que os softwares conseguem fazer com que os gestores tenham informações em tempo real e até previsões de mercado, fazendo com que a margem de erro de suas decisões empresarias sejam menores, trazendo então a eficiência e menor custo nos processos, maximizando o lucro trazendo assim uma maior vantagem competitiva perante as outras empresas.

## Papel de suporte funcional
A função de suporte aos processos e operações de negócio é a mais básica: envolve recolhimento, registro, armazenamento e pré-processamento de dados. Os sistemas de informação ajudam os processos e operações, tornando-os mais ágeis, baratos, padronizados, confiáveis e rastreáveis:
- registrando e armazenando dados das vendas, compras, investimentos, salários e outra contabilidade;
- processando os registros de contabilidade em previsões de lucro, balanço, relatórios de gestão, e outras formas de informação financeira;
- registrando e armazenando dados do inventário, trabalho em curso, reparação e manutenção de equipamento, cadeia de fornecimento, e outros registros de produção/operação;
- processando estes registros de operações em agendas de produção, controladores, sistemas de inventário, e sistemas de monitorização da produção;
- registrando e armazenando dados sobre o pessoal, salários, histórico de contratações, e outros registros de recursos humanos;
- processando estes registos em relatórios de despesas com pessoal, e relatórios baseados em desempenho;
- registrando e armazenando dados de mercado, perfis de cliente, histórico de compras por cliente, estudos de mercado, publicidade, e outros registos de marketing;
- processando estes registros de marketing em relatórios de elasticidade publicitária, planos de marketing, e relatórios de vendas;
- registrando e armazenando dados de análise dos competidores, industriais, objectivos empresariais, e outros registros de gestão estratégica;
- processando estes registros de gestão estratégica em relatórios de trocas industriais, quotas de mercado, planejamento de objetivos, e modelos de portfólio;
- usando os pontos supracitados para implementar, controlar e monitorizar planos, estratégias, tácticas, novos produtos, novos modelos de negócio, ou novos investimentos.

Previamente a um investimento em tecnologia de informação, torna-se necessário alinhar quais as informações que serão necessárias. Essas informações deverão estar alinhadas com os objetivos da organização, e só assim elas podem agregar valor para os tomadores de decisão.

## Papel de suporte à decisão
A função de suporte à elaboração de decisões de negócio vai um passo mais à frente. É parte integrante na tomada de decisões. Permite aos utilizadores formular questões "E se..?": E se aumentarmos o preço em 6,12%? ; E se aumentarmos o preço em 12,223%? ; E se reduzirmos o preço em 5%? ; E se aumentarmos o preço em 10% agora, e reduzi-lo em 4,9875% em três meses? Também permite aos utilizadores ligar com contingências: E se a inflação aumenta em 5% (em vez dos 2% previstos), o que fazer? Que fazer se formos confrontados com a greve ou uma nova ameaça da concorrência?
A ferramenta de elaboração de decisões mais básica e versátil é a folha de cálculo, mas estas são, por norma, muito pouco amigáveis em termos de interface. Programas mais sofisticados costumam incorporar ferramentas de tomadas de decisão estatísticas como análise de sensibilidade, análise Monte Carlo, análise de risco, análise de quebra e análise de Bayes. Se, por exemplo, se encontra a utilizar um sistema de informação para decidir sobre a introdução de um novo produto, o programa deve incorporar ferramentas como análise logit, análise B.C.G., análise conjunta, análise de margem de contribuição, escalonamento multi-dimensional, análise multifatoral G.E., análise de fator, análise de cluster, análise discriminativa, quality function deployment, regressão preferencial, e tradução preferência-grau.

## Papel de suporte estratégico
Os sistemas de informação podem ajudar no posicionamento competitivo de uma empresa. Distinguem-se três níveis de análise.
1. Suportar o controle da cadeia interna. Estes são os mais recentes, os mais pragmáticos e encontram-se ao alcance do gestor. São soluções de redução de custo e gestão do desempenho. Indicam-se sob o nome "análise de fluxo de negócio" (BWA - business workflow analysis) ou "sistemas de gestão de negócio p2p". Redes de ferramentas asseguram o controlo do conjunto de funções da empresa; o efeito em tempo real dos custos de disfunções perturba a contabilidade, avaliação e relatório dos resultados financeiros, articulados na avaliação e nos relatórios de controlo de qualidade.
2. Qualquer empresa de sucesso tem uma (ou duas) funções que desempenha melhor que a competição: competência de núcleo. Se uma competência de núcleo de uma empresa lhe oferece uma vantagem no mercado a longo prazo, é designada de vantagem competitiva persistente. Para uma competência de núcleo atingir este nível terá que se tornar difícil de imitação, única, persistente, superior à concorrência, e aplicável a múltiplas situações. Alguns exemplos de características empresariais que podem constituir uma vantagem competitiva persistente são: melhor qualidade do produto, contratos de distribuição extensíveis, equidade acumulada no ramo e reputação positiva da empresa, técnicas de produção de baixo custo, patentes e direitos de autor, monopólios protegidos pelo estado, e melhores equipas de funcionários e gestores. A lista de características de uma vantagem competitiva persistente é muito extensa. No entanto existem alguns comentadores que defendem que no mundo da concorrência rapidamente adaptativa, nenhuma dessas vantagens consegue persistir por um longo prazo. Estes defendem que a única vantagem competitiva verdadeiramente persistente é construir uma organização tão alerta e ágil que consiga sempre detectar vantagens imediatamente, independentemente das alterações no mercado.
3. Os sistemas de informação muitas vezes ajudam e ocasionalmente constituem estas vantagens competitivas. A rápida velocidade das mudanças tornou crítico o acesso à informação pontual e atual em ambientes competitivos. Os sistemas de informação, tal como os sistemas de rastreio de ambiente comercial, ajudam praticamente todas as vantagens competitivas. Um exemplo é a Wal-Mart, que usavam uma extranet para integrar toda a sua cadeia de fornecimento. Esta utilização dos sistemas de informação deu a Sam Walton uma vantagem competitiva durante duas décadas. Outro exemplo é a Del Computer, que usava a Internet para comercializar PC's à medida. Michael Dell ainda beneficia desta promoção de baixo custo e técnica de distribuição. Outros exemplos são eBay, Amazon.com, Federal Express, e análise de fluxo de negócios Oberon-bwa.

## Papel de monitorização de desempenho
Os SIG não se resumem à análise de dados e estatísticas: precisam ser utilizados como ferramenta de administração por objectivos (MBO - management by objectives), e ajudam a:
- estabelecer objetivos relevantes e quantificados
- monitorizar resultados e desempenhos (taxas de sucesso)
- enviar alertas, em alguns casos diariamente, aos gestores de cada nível da organização, em todas as variações entre resultados e objectivos pré-estabelecidos e orçamentos.

## Os SIG como barreira de entrada
Uma vantagem estratégica importante é a "barreira de entrada". Existem várias formas de uma companhia, tendo investido em tecnologias de informação, poder recuperar o investimento para criar, aumentar ou manter barreiras de entrada.
1. Aumento do investimento nas TI que suporte a competência de núcleo. As empresas de sucesso tendem a ter uma ou duas competências de núcleo que desempenham melhor que a concorrência. Pode ser qualquer coisa, desde o desenvolvimento de um novo produto a um serviço de clientes. A tecnologia de informação é muitas vezes uma entrada importante nesta competência de núcleo. Este investimento pode constituir uma grande barreira de entrada;
2. Aumento do investimento nas TI em redes de cadeia de fornecimento. As empresas que constam como parte de um sistema de fornecimento integrado estabeleceram relações de segurança com os fornecedores, o que garante um decréscimo nos prazos de entrega, entregas sem problemas e fornecimento assegurado. Também pode incluir descontos e tratamento personalizados. A incapacidade das novas empresas em suportar estes sistemas de gestão de cadeia de fornecimento e inventariado pode constituir uma grande barreira de entrada;
3. Aumento do investimento nas TI na gestão dos canais de distribuição. Tal como as redes de fornecimento, os investimentos nos sistemas de gestão de canais de distribuição pode assegurar prazos de entrega menores, entregas livres de problemas, e tratamento preferencial. O investimento nesta tecnologia, e a experiência adquirida na aprendizagem de como utilizá-la, pode ser uma importante barreira de entrada. Quando o sistema de gestão de canais de distribuição é exclusivo pode oferecer à empresa algum controlo sobre os retalhistas envolvidos.
4. Aumento do investimento nas TI em equidade no ramo. Muitas vezes as empresas investem quantias avultadas em publicidade, que é facilitada pelo investimento em sistemas de informação de marketing e sistemas gestão de relações de clientes (CRM). Um nome de um produto que não seja apelativo é uma barreira de entrada formidável;
5. Aumento do investimento nas TI em processos de produção (1). Os sistemas de informação tornaram-se uma necessidade na gestão de processos de produção extensos. Os sistemas automatizados são a forma mais eficiente em termos de custos de organizar processos de produção em grande escala. Estas empresas podem obter mais facilmente economias de escala na promoção, compra, e produção; economias de escopo na distribuição e promoção; sobrecarga reduzida na alocação por unidade; redução dos tempos mortos. Esta vantagem absoluta nos custos pode ser uma importante barreira de entrada;
6. Aumento do investimento nas TI em processos de produção (2). Estes investimentos permitem à empresa maior flexibilidade no nível global de produção. Michael Porter defende que economias de escala são barreiras de entrada, lado a lado com as vantagens absolutas de custos que oferecem. Isto porque, uma companhia que produz a um nível da curva de custo médio de longa duração, onde existam economias de escala, tem potencial para obter reduções de custos no futuro, e este potencial constitui uma barreira de entrada;
7. Aumento das vantagens da curva de aprendizagem pela experiência com as TI. Assim que uma empresa ganha experiência utilizando TI, torna-se familiarizada com uma série de práticas mais ou menos conhecidas para outras empresas na indústria. Empresas externas à indústria não estão, geralmente, familiarizadas com os aspectos específicos destes sistemas. As novas empresas terão este fator como desvantagem se não redefinirem as práticas industriais e exceder as empresas existentes;
8. Aumento do investimento nas TI nas personalização massiva dos processos de produção. A tecnologia de controlo de produção pode facilitar a personalização colaborativa, adaptativa, transparente, ou cosmética. Esta flexibilidade aumenta as margens, satisfação do cliente, e pode ser uma importante barreira de entrada;
9. Aumento do investimento nas TI em desenho assistido por computador (1). Os sistemas CAD facilitam a rapidez do desenvolvimento e introdução de novos produtos, o que pode potenciar diferenças proprietárias nos mesmos. A diferenciação do produto pode ser uma barreira de entrada;
10. Aumento do investimento nas TI em desenho assistido por computador (2). As diferenças proprietárias dos produtos podem ser usadas para criar incompatibilidades com os produtos da concorrência (como qualquer utilizador de computador sabe). Estas incompatibilidades aumentam os custos nas trocas de clientes. Estes custos, quando elevados, são uma barreira de entrada de grande valor (veja-se o caso da Microsoft, por exemplo);
11. Aumento do investimento nas TI em comércio eletrônico (E-commerce). Os websites das empresas podem ser personalizados segundo os interesses dos clientes, expectativas e necessidades comerciais. Também podem ser utilizados para criar a sensação de comunidade. Ambos tendem a aumentar a fidelidade do cliente, que constitui uma importante barreira de entrada;
12. Aumento do investimento nas TI em estabilidade. As empresas tecnologicamente sofisticadas com múltiplos pontos de contacto entre consumidores, fornecedores, e outros parecem ser mais estáveis. Esta aparência de estabilidade pode constituir uma barreira de entrada, especialmente verdade nos serviços financeiros.
13. O simples facto que o investimento nas TI requer fundos torna-se uma barreira de entrada. Tudo o que aumentar os requisitos de capital torna-se uma barreira de entrada.

## Desenvolvimento histórico
O papel dos sistemas de informação de negócios alterou-se e expandiu-se durante as últimas quatro décadas.
Na década de 1950-1960, os "sistemas eletrônicos de processamento de dados" apenas podiam ser adquiridos pelas maiores organizações. Eram usados para registrar e armazenar dados de arquivo como artigos jornalísticos e jornais especializados - papel de suporte às operações.
Pelos anos 1960, os "sistemas de informação de gestão" foram usados para gerar uma gama limitada de relatórios pré-definidos, incluindo relatórios de lucro (eram designados por P & L's na altura), balanços e relatórios de vendas. Tentava-se que atuassem no papel de suporte às tomadas de decisão, embora ainda não fossem capazes.
Nos anos de 1970, os "sistemas de suporte à decisão" foram introduzidos. Eram interativos no sentido de que o utilizador podia escolher numerosas opções e configurações. Não só o utilizador podia personalizar os resultados, mas também configurar os programas para as suas necessidades específicas. No entanto, isso teve o seu custo: como parte do acordo de aluguel do sistema, ter-se-ia que pagar a um técnico de sistemas IBM para estar permanentemente no local.
A inovação nos anos 1980 foi a introdução da computação descentralizada. Em oposição a um único (e grande) computador para toda a empresa, vários PC's podiam ser espalhados pela organização, o que significava que não era mais necessário enviar o trabalho para o departamento de computadores para processamento (em fila de espera) e esperar pelos técnicos para realizar o procedimento: cada utilizador tinha o seu próprio computador e podia personalizá-lo segundo as suas necessidades. Muitos deles tinham que lidar e aprender os controversos protocolos do DOS, funções da BIOS e scripts batch de DOS.
Conforme as pessoas iam-se sentindo confortáveis na manipulação dos computadores, descobriam também as potencialidades que os seus sistemas lhes ofereciam. Os computadores, em vez de criarem uma sociedade sem papel, como foi previsto, produziram montanhas de papel, na sua maioria sem qualquer valor. Toneladas de relatórios foram gerados apenas porque era possível. Esta sobrecarga de informação foi reduzida algures nos anos 1980 com a introdução dos "sistemas de informação executiva". Estes refinaram o processo, oferecendo ao executivo exatamente aquilo que procuravam, e apenas isso.
Os anos 1980 também viram nascer a primeira aplicação comercial de técnicas de inteligência artificial na forma dos "sistemas inteligentes". Estes programas podiam gerar conselhos dentro de uma área muito limitada. A promessa do suporte à tomada de decisão, inicialmente tentada pelos sistemas de informação de gestão dos anos 1960 tinham, passo a passo, dado os seus frutos.
Os anos 1990 trouxeram a introdução dos "sistemas de informação estratégicos", devido em grande parte à evolução da gestão estratégica pelos académicos, como M. Porter, T. Peters, J. Reise, C. Markides, e J. Barney nos anos 1980. A vantagem competitiva tornou-se um assunto activamente discutido no contexto da gestão e as empresas de software ansiavam oferecer as ferramentas.
O papel dos sistemas de informação no negócio tinha-se agora expandido, incluindo o suporte estratégico. O último passo foi a comercialização da Internet, e o crescimento das intranets e extranets na virada do século.

## Perspectivas de evolução
Na próxima década, prevê-se que os princípios de reengenharia de M. Hammer sejam incorporados ainda mais nos sistemas de informação de negócio. Hammer afirmou que melhor que orientar uma empresa em especialidades funcionais (como produção, contabilidade, marketing, etc.) e observando as tarefas que cada função desempenha, era necessário estudar todo o processo desde a aquisição dos materiais, até à produção, marketing e distribuição. A firma deveria ser, portanto, visualizada como uma séria de processos. Cada vez mais software irá seguir esta abordagem. Em última análise, irá existir um sistema de informação de negócio totalmente integrado, dentro do qual irá circular, transparentemente, todo o tipo de informação de negócio dentro da firma.
No seu livro Agenda, desenvolveu a ideia de incluir fornecedores e distribuidores. Toda a cadeia de fornecimento, desde as matérias primas até ao cliente, deviam ser vistos como um processo único. Por sua vez, não coincide com a teoria de M. Porters de uma cadeia de valor duas décadas antes. A diferença consiste em que Hammer incluiu formas de implementação que podem ser mais facilmente traduzidas em algoritmos de software para suportar extranets. Cada vez mais, os sistemas de informação para negócio irão orientar-se para o suporte a uma cadeia de valor, em oposição ao suporte empresarial. O modelo das ferramentas de software que representa esta nova tendência é a plataforma de suítes "Sistemas de gestão empresarial p2p" também conhecidos como "gestão de fluxo de negócio" ou ainda "Oberon BWA".
No futuro, poderá chegar-se a um estado em que os sistemas se desloquem das extranets para a Internet. Os clientes serão considerados participantes integrados na cadeia de valor e terão o mesmo acesso ao sistema de informação que os fabricantes, fornecedores, distribuidores e facilitadores.